# Sidney Gottlieb
Pour les articles homonymes, voir Gottlieb.
Sidney Gottlieb, né le 3 août 1918 à New York et mort le 7 mars 1999 à Washington, en Virginie, est un chimiste et un agent du renseignement américain connu pour avoir été directeur du projet MK-ULTRA entre 1953 et 1972.

## Biographie

### Jeunesse et formation
Sidney Gottlieb est né le 3 août 1918 à New York de parents juifs orthodoxes émigrés de Hongrie,,. Il grandit dans le Bronx et entre au James Monroe High School dont il sort diplômé en 1936. Il étudie les mathématiques, la physique, la chimie et la botanique d'abord au City College of New York, puis à l'Arkansas Polytechnic College, à Russellville,.
Il s'inscrit aussi à un cours d'allemand et participe à des sessions d'art oratoire, ce qui l'aide à surmonter le bégaiement dont il souffre depuis l'enfance.
Sidney Gottlieb est admis à l'université du Wisconsin, où il rencontre Ira L. Baldwin et obtient un premier diplôme universitaire magna cum laude en 1940,,. Marqué par les conditions difficiles qu'il a observé dans les ateliers de tailleur de New York, notamment celui que possédait son père, il s'engage au sein de la Ligue des jeunes socialistes,.
Il soutient ensuite un doctorat en biochimie au California Institute of Technology, se spécialisant dans les substances toxiques. Il reçoit son diplôme le 11 juin 1943,. Durant ses trois années en Californie, il rencontre et épouse Margaret Moore, fille d'un pasteur presbytérien née en Inde avec qui il partage le besoin de s'émanciper des traditions religieuses familiales,.

### Carrière professionnelle
À l’automne 1943, ils s’installent à Takoma Park, dans le Maryland. Sidney Gottlieb travaille au département de l'Agriculture des États-Unis, où il étudie la structure chimique des sols organiques. En 1945, il est transféré à l'U.S. Food and Drug Administration (FDA) pour y développer des tests permettant de mesurer la présence de drogues dans le corps humain. Il acquiert une certaine renommée dans ce domaine, au point d'être sollicité comme expert lors de plusieurs procès,. En 1948, il rejoint un autre organisme gouvernemental, le National Research Council (NRC),.
En 1951, Sidney Gottlieb est recruté par la Central Intelligence Agency (CIA) pour intégrer la section chimie du bureau des services techniques (TSS),. Il commence son travail pour l'agence le 13 juillet 1951,. Il est rapidement promu par Allen W. Dulles, qui souhaite que son expertise des poisons soit mise à profit dans le cadre des projets BLUEBIRD puis ARTICHOKE. 
Destinés à la recherche d'un agent biologique ou chimique capable d'influencer le comportement humain, ces programmes sont une priorité pour le directeur des opérations clandestines de la CIA, Richard Helms. Ce dernier est l'instigateur d'un projet plus gros, regroupant l'ensemble des recherches et des activités sur la manipulation mentale,. Le 13 avril 1953, Dulles, nommé directeur du renseignement quelques semaines auparavant, approuve le projet MK-ULTRA et en confie la direction au Dr Sidney Gottlieb,,.

#### Direction de MK-ULTRA

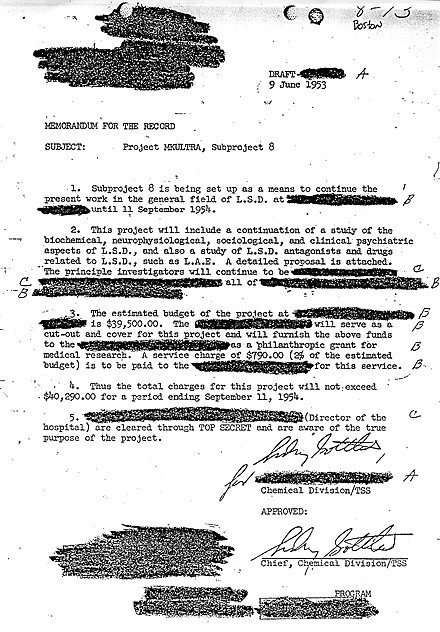
Note du sous-projet 8 de MK-ULTRA signée par le D^{r} Sidney Gottlieb.

Le centre des opérations est basé à Fort Detrick où, depuis plusieurs années déjà, l'équipe du Dr Gottlieb est soutenue par une unité de l'U.S. Army Chemical Corps. Les scientifiques de la division des opérations spéciales (SOD) travaillent en étroite collaboration avec les chimistes du TSS,.
Sidney Gottlieb est à l'origine de nombreuses expérimentations du LSD et de beaucoup d'autres psychotropes, dont le cannabis, l'alcool, les opiacés, les barbituriques, les amphétamines et la psilocybine,,. Parmi les sujets figurent des prisonniers, des transfuges, des patients, des étudiants, des militaires et des fonctionnaires du gouvernement, qui ne sont pas informés de la véritable nature de ces tests secrets,. Il autorise le financement d'études sur la lobotomie, les électrochocs, la privation sensorielle et s'intéresse à l'hypnose, comme d'autres agents et scientifiques de l'agence,.  
Il fait envoyer des agents dans diverses régions du monde pour recueillir des plantes rares présentant un potentiel intéressant,. Pour cela, il étudie les rites mystiques de plusieurs cultures anciennes qui, déjà, utilisaient les propriétés hallucinogènes de certains champignons,.  
Dans la nuit du 27 au 28 novembre 1953, le biochimiste Frank Olson meurt après une chute depuis le dixième étage de l'hôtel Statler à Manhattan, New York,. Une semaine auparavant, lors d'une réunion du projet MKNAOMI, une dose de LSD est discrètement versée dans une bouteille d'alcool par Sidney Gottlieb et son adjoint, Robert V. Lashbrook. Cet événement est très mal vécu par le Dr Olson, dont la méfiance et la suspicion envers ses collaborateurs de la CIA alertent sa hiérarchie,.  
En 1962, Sidney Gottlieb est nommé directeur adjoint de la division des services techniques (TSD) de la CIA. En 1966, il est promu à la tête de la division par le nouveau directeur de l'agence, Richard Helms,.  
MK-ULTRA est arrêté en juillet 1972, dans un contexte national de défiance vis-à-vis des activités d'espionnage sur le territoire américain. Howard Hunt et G. Gordon Liddy, deux des cambrioleurs impliqués dans le scandale du Watergate, ont été équipés par la TSD. Sur ordre de Helms, Sidney Gottlieb participe à la destruction des archives sur le contrôle de l'esprit le 30 janvier 1973,,.  

#### Opération Midnight Climax
Il est aussi à l'origine de l'opération Midnight Climax, contactant personnellement George H. White en mai 1952 pour donner carte blanche à cet ancien colonel de l'Office of Strategic Service (OSS),. Pendant douze ans, entre 1953 et 1965, des expérimentations du LSD ont lieu dans des endroits publics et des planques clandestines aménagées pour la surveillance, à New York et San Francisco,. 

#### Participation à des tentatives d'assassinat
En mars 1960, dans le cadre des opérations de déstabilisation du régime cubain, Sidney Gottlieb propose de vaporiser du LSD dans le studio de radio de Fidel Castro et d'imprégner ses chaussures de thallium dans le but de le désorienter et de le discréditer. Plusieurs méthodes pour assassiner le dirigeant cubain sont envisagées, notamment l'utilisation d'un cigare et d'un stylo empoisonnés,,.  
La même année, le Dr Gottlieb est impliqué dans la tentative d'assassinat de Patrice Lumumba, premier ministre de la République démocratique du Congo. À la demande de Richard M. Bissel Jr., directeur adjoint des opérations de la CIA, il se rend à Léopoldville en septembre 1960 pour livrer une substance hautement toxique destinée au chef d’État,,. Il transmet aux agents locaux les directives de Washington et discute avec eux des différentes méthodes d'empoisonnement envisageables. Toutefois, en raison des réserves émises par le chef de station de l'agence, et de contraintes logistiques, l'opération est abandonnée avant d'être mise en œuvre,. 

### Retraite et auditions
Sidney Gottlieb quitte officiellement la CIA le 30 juin 1973. Il reçoit l'une des plus hautes distinctions de l'agence avant son départ, la Distinguished Intelligence Medal,. La citation qui accompagne cette décoration demeure classifiée.  
En 1975, une partie des projets sur les moyens chimiques et la manipulation mentale sont découverts par les enquêteurs de la commission Rockefeller. Le nom de Sidney Gottlieb est cité dans plusieurs articles,. Il est auditionné une première fois en octobre 1975 par les sénateurs de la commission Church, qui ignorent presque tout de l'ampleur des activités menées, à cause de la destruction des fichiers. De son côté, l’ancien directeur de la division des services techniques affirme avoir oublié la majorité des détails et informations liées à ces projets,,.
Par la voix de son avocat Terry F. Lenzner, il obtient l'immunité avant de témoigner, ce qui le protège de toute poursuite liée à son implication dans les opérations secrètes de la CIA et de l'U.S. Army Chemical Corps. Pour sa participation au complot visant à éliminer Lumumba, comme pour d'autres opérations de la SOD, l'identité du biochimiste est protégée par un pseudonyme : « Joseph Scheider »,.  
En août 1977, des milliers de documents, films et cassettes audios sont retrouvés dans les archives de plusieurs sites, dévoilant de nombreux détails supplémentaires sur les expérimentations,. De nouvelles auditions sont programmées par un comité du Sénat des États-Unis, dont celle de Sidney Gottlieb qui doit avoir lieu le 21 septembre 1977. Il exige une nouvelle fois que l'immunité lui soit accordé en échange de ses déclarations,.  Son audition dure une demi-journée, pendant laquelle il donne quelques détails sur les systèmes de financement mis en place pour les expérimentations. Il se dit aussi « victime et consterné par la politique de la CIA » à son égard, déplorant que son identité n'est pas été supprimée des documents transmis aux commissions d'enquête,. Dans sa déclaration sous serment, Sidney Gottlieb invoque le contexte de guerre froide de l'époque pour justifier le recours aux expérimentations humaines,.  

### Mort
Après son témoignage, il se retire dans une ferme à Washington, en Virginie, où il élève des chèvres et pratique la danse folklorique, refusant toute sollicitation en lien avec son passé,,. Il y meurt le 7 mars 1999 à l'âge de 80 ans,. 